# Fort Saint-André (Villeneuve-lès-Avignon)
Fort Saint-André (fr. Fort Saint-André) – średniowieczny zamek we Francji, w miejscowości Villeneuve-lès-Avignon, w departamencie Gard (Oksytania).

## Historia
Prace, zlecone pod koniec XIII wieku przez króla Francji Filipa IV Pięknego, doprowadziły do zbudowania zamku w latach sześćdziesiątych XIV wieku. Został zbudowany w celu obrony siedziby papieży w Awinionie. Po przyłaczeniu Prowansji do Francji w 1480 roku utracił swoje strategiczne znaczenie ale wojska stacjonowały w zamku do 1792 roku.